# Jean-Claude Soula
Pour les articles homonymes, voir Soula.
Pas d'image ? Cliquez ici

a Compétitions nationales et continentales officielles uniquement.

Jean-Claude Soula, né le 22 février 1939 à Lafox (Lot-et-Garonne) et mort le 21 août 2008 à Saint-Michel (Charente), est un joueur français de rugby à XV, ailier, champion de France avec le SUA en 1965 et 1966.

## Biographie
Jean-Claude Soula s'est inscrit en 1955 au SUA Rugby et Athlétisme. Dans cette discipline, il a été champion de France cadets Ufolep sur 80 mètres (1956), champion de France juniors Ufolep sur 4 x 100 mètres (1957) et champion de France seniors Ufolep sur 4 x 100 mètres (1958). Il a fait ses débuts dans l'équipe première de rugby du Sporting union Agen (SUA) en 1957-1958.

## Club
1955 - 1968 : SUA

## Palmarès
- Championnat de France de première division :
  - Champion (2) : 1965 et 1966